# Аугуст Саббе
Аугуст Саббе (ест. August Sabbe, 1 вересня 1909, с. Паїдра, повіт Вирумаа, Естонія — 28 вересня 1978, там само) — останній партизан естонського руху опору проти СРСР.

## Життєпис
Народився 1 вересня 1909 року в селі Паідра у повіті Вирумаа в сім'ї мірошника Яана Саббе і його дружини Катрі. Був молодшою дитиною: у нього було два старших брати: Генріх і Рудольф та сестра Хільда. Брат Генріх загинув у 1919 році у війні за незалежність Естонії, Рудольф помер у 1934 році, а Хільда в 1931 році.
Закінчив школу, працював у рідному селі. Служив в Естонській армії (до 1930 року). З приходом радянських військ у 1940 році переховувався в лісі, прагнучи уникнути мобілізації в Червону армію. Потім, в період німецької окупації, служив у естонській самообороні «Омакайтсе» — ніс вартову службу з охорони мосту. З відновленням радянської влади знову переховувався в лісі, потім легалізувався, в 1945—1949 роках працював спочатку шліфувальником, потім на млині.
У 1949 році заарештований НКВС, але зумів втекти, сховався в лісі. У 1950 році вступив до загону «Лісових братів» «Orion» («Оріон»), яким командував Яан Роотс. 6 червня 1952 року загін був розбитий, але Аугуст Саббе зумів врятуватись і почав переховуватися самостійно.

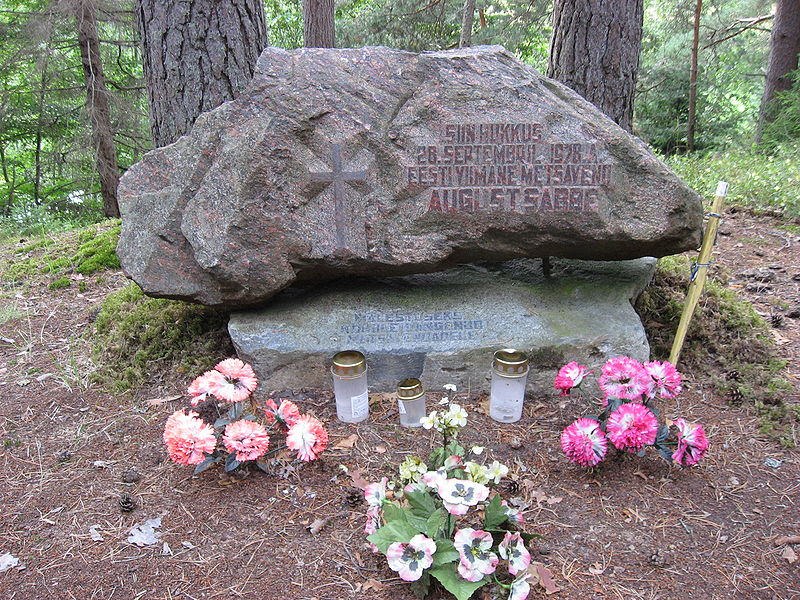
Пам'ятний знак на місці загибелі Аугуста Саббе

### Загибель
Починаючи з 1950 року, Аугуст Саббе перебував на нелегальному становищі 28 років. 28 вересня 1978 року (за іншими даними 27 вересня) його вистежили два працівники радянських спецслужб, переодягнених рибалками. 69-річний Саббе кинувся від їх переслідування у річку та потонув, за іншими версіями навмисно втопився або був застрелений.
Офіційно Саббе не був упізнаний, тому його тіло поховали в Тарту на ділянці кладовища Рааді, де хоронять невідомих.

## Вшанування пам'яті
До 20-річчя з дня загибелі Аугуста Саббе на його могилі було встановлено пам'ятний камінь зі словами з пісні «Лісових братів»: «Якщо судилося загинути за тебе, моя вітчизно, в чесному бою або без зброї, то знайте, друзі, крик моєї душі — помстіться за моє життя!». Інший пам'ятник знаходиться у лісі поблизу місця його загибелі.